# Жуан-Пиньейру
Жуа́н-Пинье́йру (порт. João Pinheiro, до 1911 — Сантана-дус-Алегрис) — муниципалитет в Бразилии, входит в штат Минас-Жерайс. Составная часть мезорегиона Северо-запад штата Минас-Жерайс. Входит в экономико-статистический микрорегион Паракату. Население составляет 45 260 человек на 2010 год. Занимает площадь 10 716,960 км². Плотность населения — 4,22 чел./км².
Покровителем города считается св. Анна.
Праздник города — 10 сентября.

## История
Город основан 30 августа 1911 года, назван в честь 2-го премьер-министра Португалии. Про окрестности города написан роман «Тропы по большому сертану».

## Статистика
- Валовой внутренний продукт на 2003 год составляет 214 283 214,00 реалов (данные: Бразильский институт географии и статистики).
- Валовой внутренний продукт на душу населения на 2003 год составляет 5083,95 реалов (данные: Бразильский институт географии и статистики).
- Индекс развития человеческого потенциала на 2000 год составляет 0,748 (данные: Программа развития ООН).

## География
Климат местности: тропический.